# Amtshaus Bruchhausen
Das ehemalige Amtshaus Bruchhausen (auch Schloss genannt) in Bruchhausen-Vilsen auf dem Amtshof Nr. 2 in Bruchhausen, stammt aus dem 18. Jahrhundert. Es wird heute (2022) als Wohnhaus und Zahnarztpraxis genutzt.
Das Gebäude steht unter Denkmalschutz (siehe auch Liste der Baudenkmale in Bruchhausen-Vilsen).

Die Zufahrtsallee und der Park sind auch denkmalgeschützt.

## Geschichte

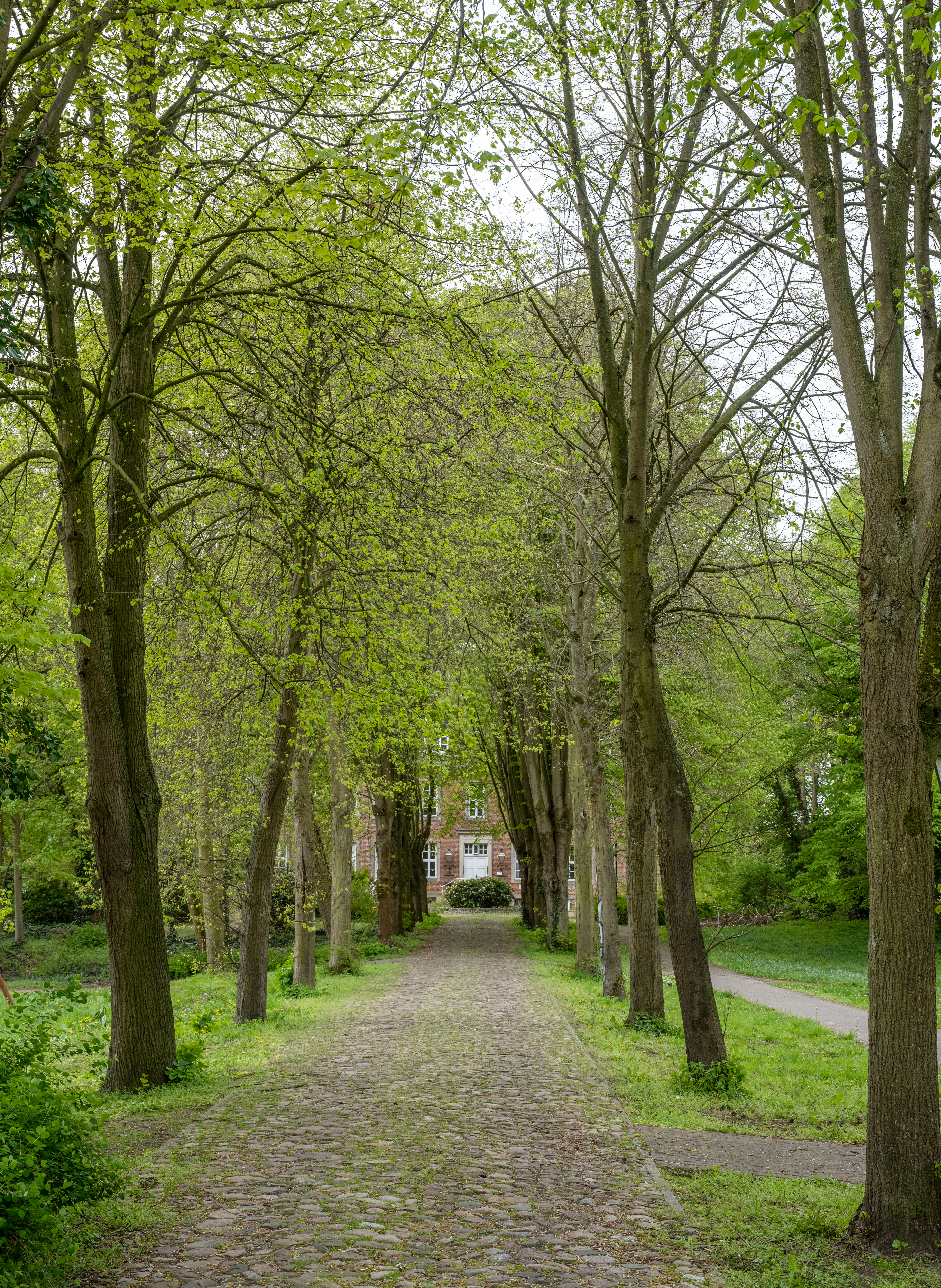
Zufahrtsallee

Die 1775 abgerissene Burg Altbruchhausen, seit 1620 auch Schloss (der Gräfin Katharina von Hoya) genannt, war ab dem 13. Jahrhundert Sitz der Grafen von Oldenburg-Bruchhausen. Zu der Zeit wurden die Ämter Alt- und Neubruchhausen begründet. Das Amtshaus in Neubruchhausen wurde 1749 abgebrochen. 1758 kamen beide Ämter unter einer gemeinsamen Verwaltung mit Sitz in Altbruchhausen zusammen. 1813 vereinigten sich beide Ämter zum Amt Bruchhausen. 1867 bildeten die Ämter Hoya, Syke und Bruchhausen den Kreis Hoya.

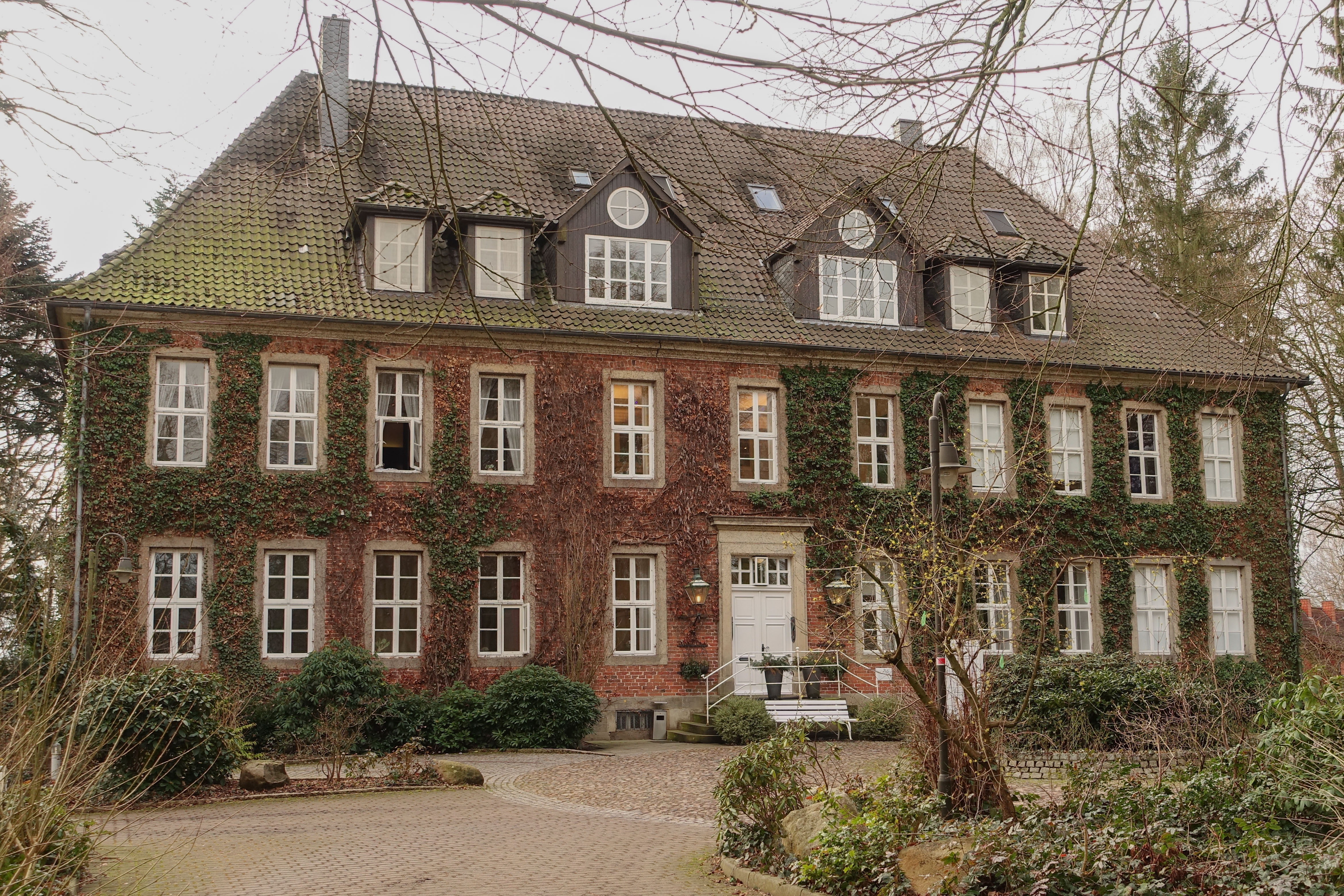

Das zweigeschossige elfachsige traufständige verklinkerte klassizistische Amtshaus mit Walmdach, zwei markanten Dachhäusern den vielen Gauben und dem rückseitigen Erker sowie 1000 m² Nutzfläche wurde 1775 auf dem Platz der Burg auf Veranlassung des Kurfürstentums Hannover für die beiden Ämter gebaut. Es diente dem Ersten Verwaltungsbeamten (Drost oder Amtmann) als Amts- und Wohnsitz.

1884 wurde das Amtsgebiet Bruchhausen dem neuen Kreis Hoya zugeschlagen, aber das Amtsgericht verblieb am Amtshof in dem 1897 neu gebauten Gebäude. Die Amtsrichter und weiterer Justizbeamte wohnten nun im Amtshaus.

Nachdem 1973 das Amtsgericht Bruchhausen aufgelöst worden war, verlor auch das Amtshaus als Wohnsitz seine bisherige Funktion.

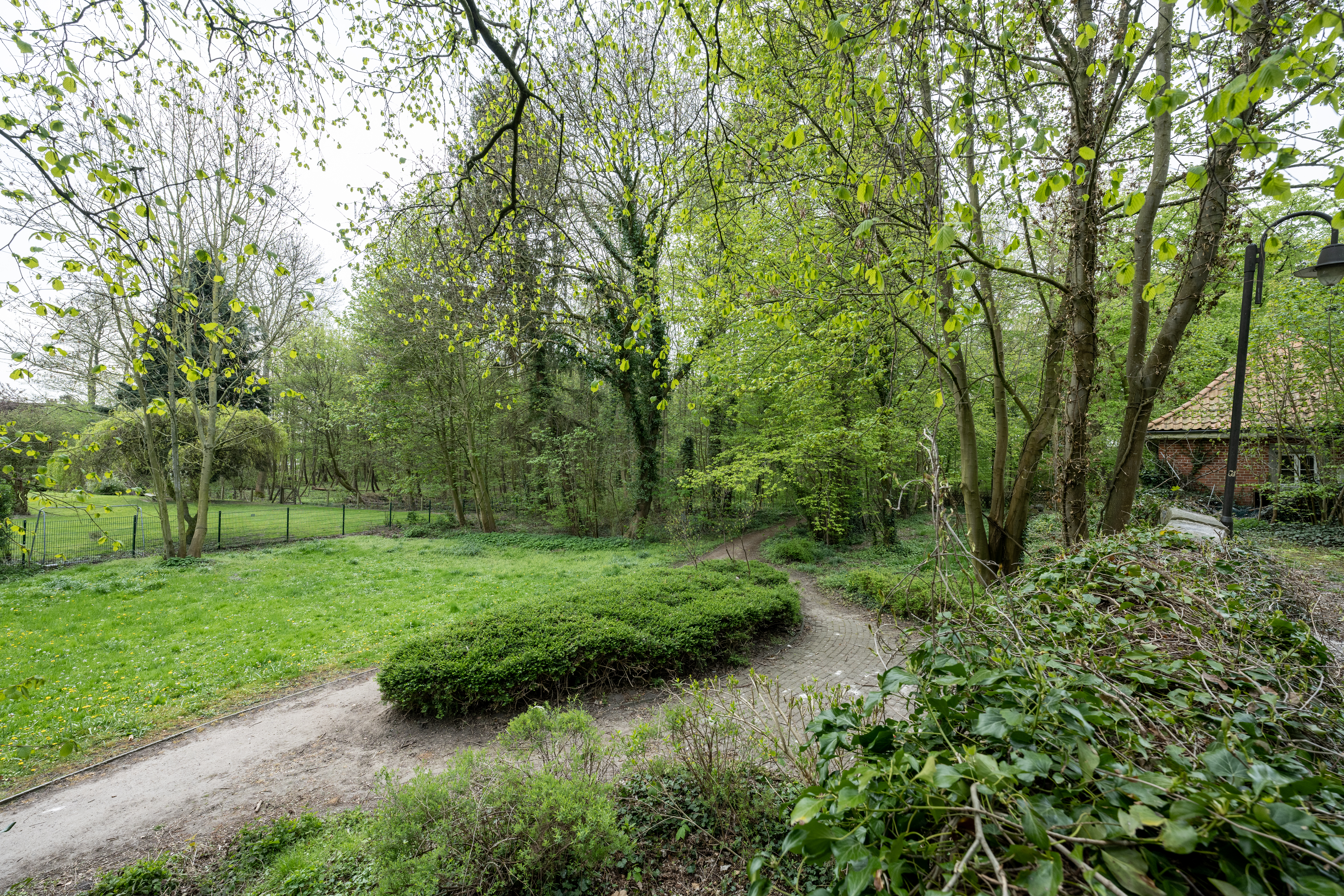
Park am Amtshaus

1978 wurde deshalb das Haus von der Gemeinde an den Zahnarzt Günther Oerding († 2016) verkauft und um 2019 sollte es versteigert werden.
1775 wurde am Amtshof das Amtsschreiberhaus für den Zweiten Verwaltungsbeamten gebaut; später Sitz der Meliorationsgesellschaft, dann der Spar- und Darlehnskasse und danach als Wohnhaus Schöne Reihe 20 mit einer Arztpraxis genutzt.

Ein 1775 auch errichtetes Wirtschaftsgebäude wurde 1938 abgerissen, von ihm steht südwestlich des Amtshofes noch eine Mauer.

Das Gebäude Amtshof 1 wurde 1897 gebaut und war bis 1973 Amtsgericht und danach Polizeidienststelle.